# 新貿易理論

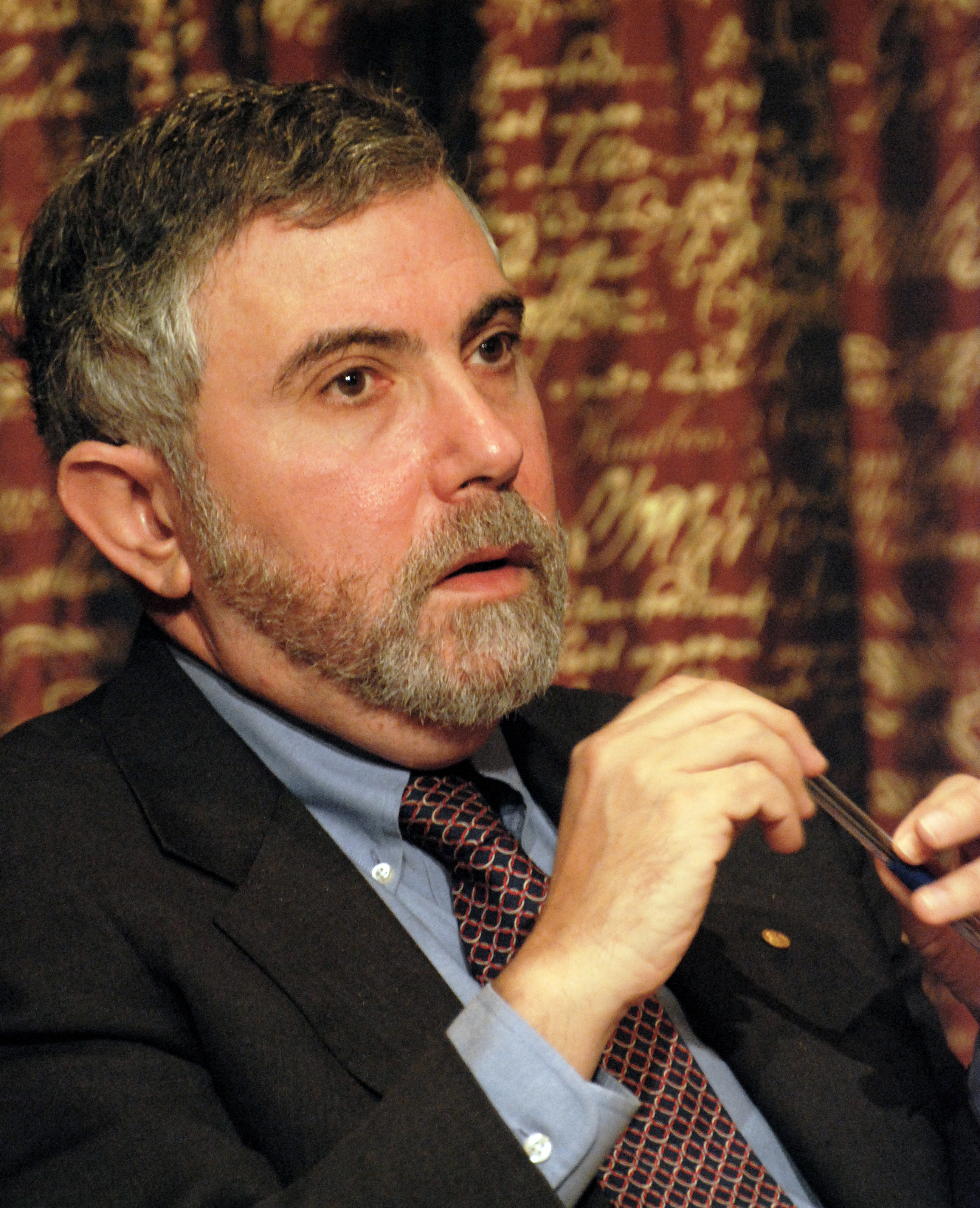
ポール・クルーグマン

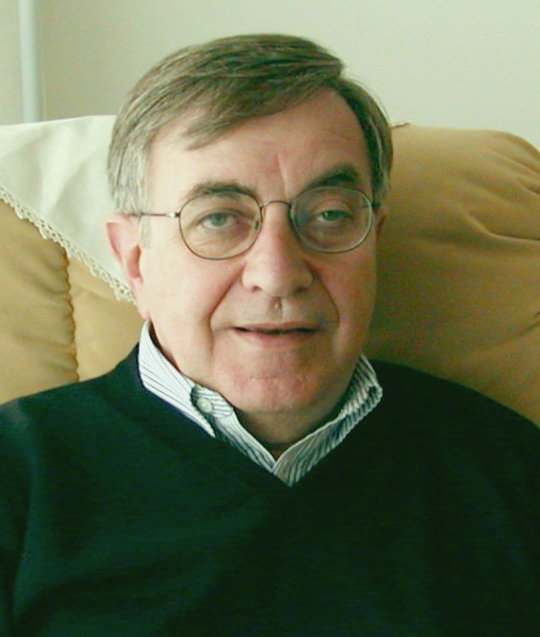
エルハナン・ヘルプマン

新貿易理論（しんぼうえきりろん、英：The new trade theory）は、企業レベルの規模の経済がある独占的競争市場の理論モデルを基に構築された国際貿易理論のこと。ポール・クルーグマンやエルハナン・ヘルプマンらの貢献によって1970-80年代に理論体系として整い、1990年代に盛んに研究された分野である。英語の頭文字をとってNTTと表現されることもある。

## 概要
リカード・モデルやヘクシャー＝オリーン・モデルのような伝統的な貿易理論では、国が比較優位のある産業の財を輸出し、比較劣位の産業の財を輸入するという産業間貿易を予測する。しかし、同一産業内の財を輸出し輸入する産業内貿易を説明することができない。そこで、比較優位によらない産業内貿易を説明する理論として新貿易理論が提案された。この理論の下では、国家間で発展レベル、産業構造、要素賦存などが同一であっても貿易が発生することを説明することができる。
新貿易理論のモデルでは、企業の生産に固定費用が存在することから、企業は生産を拡大して生産の平均費用を下げるインセンティブを持つ。したがって、輸出機会を与えられば輸出を行う。消費者は財のバラエティを多く消費することで効用水準が高まるような効用関数を持っており、貿易によってバラエティが増大することによる利益を得る。

## 萌芽
アビナッシュ・ディキシットによる規模の経済を組み込んだ貿易モデルは、国際貿易を説明する上で成功したと言える。しかし、クルーグマンとヘルプマンは、独占的競争市場のモデルであるディキシット＝スティグリッツ・モデルを国際貿易の文脈で用いることで、規模の経済が貿易の源泉となることを示した。クルーグマンは、独占的競争の国際貿易への影響についてロバート・ソローに学んだが、その理論は「規模に関する収穫逓増」が貿易に与える影響は考慮していなかったと語っている。

## 自国市場効果
新貿易理論が、（規模の経済の他に）伝統的貿易モデルと異なる点は、貿易費用が存在することである。貿易費用が存在すると、２国間で経済規模が異なるとき、企業はより大きな市場に低コストで販売できる大きい国に立地するインセンティブを持つ。したがって、企業はより大きい国にその国の国内需要を満たす以上に立地し、その産業の財の純輸出国になるという自国市場効果が発生する。

## 応用
新貿易理論のモデルでは、企業の市場への参入・退出の自由が仮定されることが多い。つまり、企業は立地選択の自由を持ち、国家間で利潤が等しくなるように企業の数が調整される。例えば、自国が外国市場で直面する関税率を一定とした下で、自国が外国財への関税を上昇させると、自国に企業が集積することになる。この関税の新貿易理論的側面がGATT・WTOの交渉に与える影響について考察されている。国家間で異なる環境規制を設定することが、企業の立地に影響することで汚染物質の排出にどう影響するかも考察されている。

## 検証
産業内貿易がどれくらい行われているかを測る指数であるグルーベル＝ロイド指数を用いて、産業内貿易が広く行われていることが示されている。つまり、新貿易理論が示唆するようなメカニズムで貿易が起こっていることが示唆される。

## 問題点と克服
新貿易理論のモデルでは企業は同質的であると仮定され、（同一の国内の）すべての企業が同じ行動をとる。つまり、開放経済ではすべての国が輸出を行う。この理論的予測は、実際に輸出をするのはほんの一部の企業であるという実証的事実と整合的でない。マーク・メリッツによって提示された異質的企業の貿易モデルでは、その実証的事実を整合的な理論的予測を得ることができる。これが2000年代以降の新々貿易理論の隆盛をもたらす。